# 聖安娜區 (哥斯達黎加)
聖安娜區（西班牙語：Santa Ana），是哥斯達黎加的一個區，位於該國中部聖何塞省，面積5.17平方公里，海拔高度904米，2010年人口11,775，該區人口密度每平方公里2,277.56人。